# Jingetempel
Jingetempel is een boeddhistische tempel in de Chinese provincie Shanxi.
De tempel ligt op de Wutai Shan. Het ligt op 15 kilometers afstand van het dorp Taihuai. Het ligt op een hoogte van 1900 meter, de zes na hoogste tempel van Wutai Shan. Jingetempel wordt vaak geassocieerd met de monnik Amoghavajra.